# 安納乍倫
安納乍倫位於泰國東北部的依善地區，是安納乍倫府的府都。 